# Braulio Braz
Braulio José Tanus Braz (Muriaé, 21 de setembro de 1948) é um administrador de empresas e político brasileiro, filiado ao Partido Liberal (PL).  Foi deputado estadual em Minas Gerais por quatro mandatos. Filho de José Braz e Lédia Tanus Braz, é casado com Elizabeth Mendonça Braz, pai de Eloy Braz, Juliana Braz Canedo e Bianca Braz. 

## Biografia
De ascendência materna italiana e libanesa, iniciou sua carreira profissional em 1967, aos 18 anos, na Líder Comércio e Indústria LTDA, Concessionária Chevrolet, em Muriaé. Desde então, desenvolveu-se em atividades administrativas até assumir o cargo de Presidente do Grupo Líder, um dos maiores do país, que reúne mais de 70 concessionárias de veículos e motocicletas, transportadora, seguradora, consórcios e auditoria, nos estados de Minas Gerais, Espírito Santo e Rio de Janeiro. Braulio Braz foi o responsável pela expansão das empresas da família. [carece de fontes?]
Braulio Braz ingressou na vida pública e candidatou-se a deputado estadual nas eleições de 2006, sendo eleito, pelo Partido Trabalhista Brasileiro (PTB), para a 16ª Legislatura (2007/2010), com 92.072 votos.
Em 2010, foi reeleito como o parlamentar mais bem votado da história da Zona da Mata e o sexto em todo o Estado, para a 17ª Legislatura (2011/2014), com 102.530 votos.[carece de fontes?]
Entre três de janeiro de 2011 a 25 de outubro de 2012, assumiu o cargo de Secretário Estadual de Esportes e Juventude.
Em 2014, Braulio Braz foi reeleito para exercer seu terceiro mandato consecutivo, com mais de 93 mil votos. Na cerimônia de instalação da 18ª Legislatura (2015-2018), foi eleito 3º vice-presidente da Assembleia Legislativa de Minas Gerais
Em 2018 foi eleito para o seu 4º mandato como deputado estadual.
Em 2022, foi candidato a deputado federal. Obteve mais de 68 mil votos, mas não se elegeu devido ao seu partido não atingir o quociente partidário.

## Ação parlamentar
- Projetos apresentados
- Discursos efetuados